# Мартінсікуро
Мартінсікуро (італ. Martinsicuro) — комуна в Італії, у регіоні Абруццо, провінція Терамо.

## Географія
Мартінсікуро розташоване на відстані близько 165 км на північний схід від Рима, 75 км на північний схід від Л'Аквіли, 30 км на північний схід від Терамо.

## Демографія
Населення — 16 153 особи (2014).
Щорічний фестиваль відбувається 27 лютого. Покровитель — San Gabriele dell'Addolorata.
Населення за роками:

Станом на 1 січня 2023 року в муніципалітеті офіційно проживав 2441 іноземець з 73 країн, серед них 432 громадяни країн Євросоюзу та 79 громадян України.

## Сусідні муніципалітети
- Альба-Адріатіка
- Колоннелла
- Монтепрандоне
- Сан-Бенедетто-дель-Тронто